# IC 3581
IC 3581 је спирална галаксија у сазвјежђу Береникина коса која се налази на листи објеката дубоког неба у Индекс каталогу.
Деклинација објекта је + 24° 25' 44" а ректасцензија 12h 36m 38,1s. Привидна величина (магнитуда) објекта IC 3581 износи 14,6 а фотографска магнитуда 15,5. IC 3581 је још познат и под ознакама MCG 4-30-9, CGCG 129-12, ARAK 381, KUG 1234+247, PGC 42076.